# Кульканд
Кульканд — кишлак в Согдійському вілояті Таджикистану, центр Кулькандського джамоату Ісфаринської нохії. Кишлак є одним з найбільших сіл у країні.
Кишлак розташований в долині річки Ісфара, на березі каналу Чільгазі.
Через кишлак проходить дорога Ісфара-Лаккон.
| Таджикистан | Це незавершена стаття з географії Таджикистану. Ви можете допомогти проєкту, виправивши або дописавши її. |